# Melipona cramptoni
Melipona cramptoni är en biart som beskrevs av Cockerell 1920. Melipona cramptoni ingår i släktet Melipona och familjen långtungebin. Inga underarter finns listade i Catalogue of Life.